# ناراکا (جینیسم)

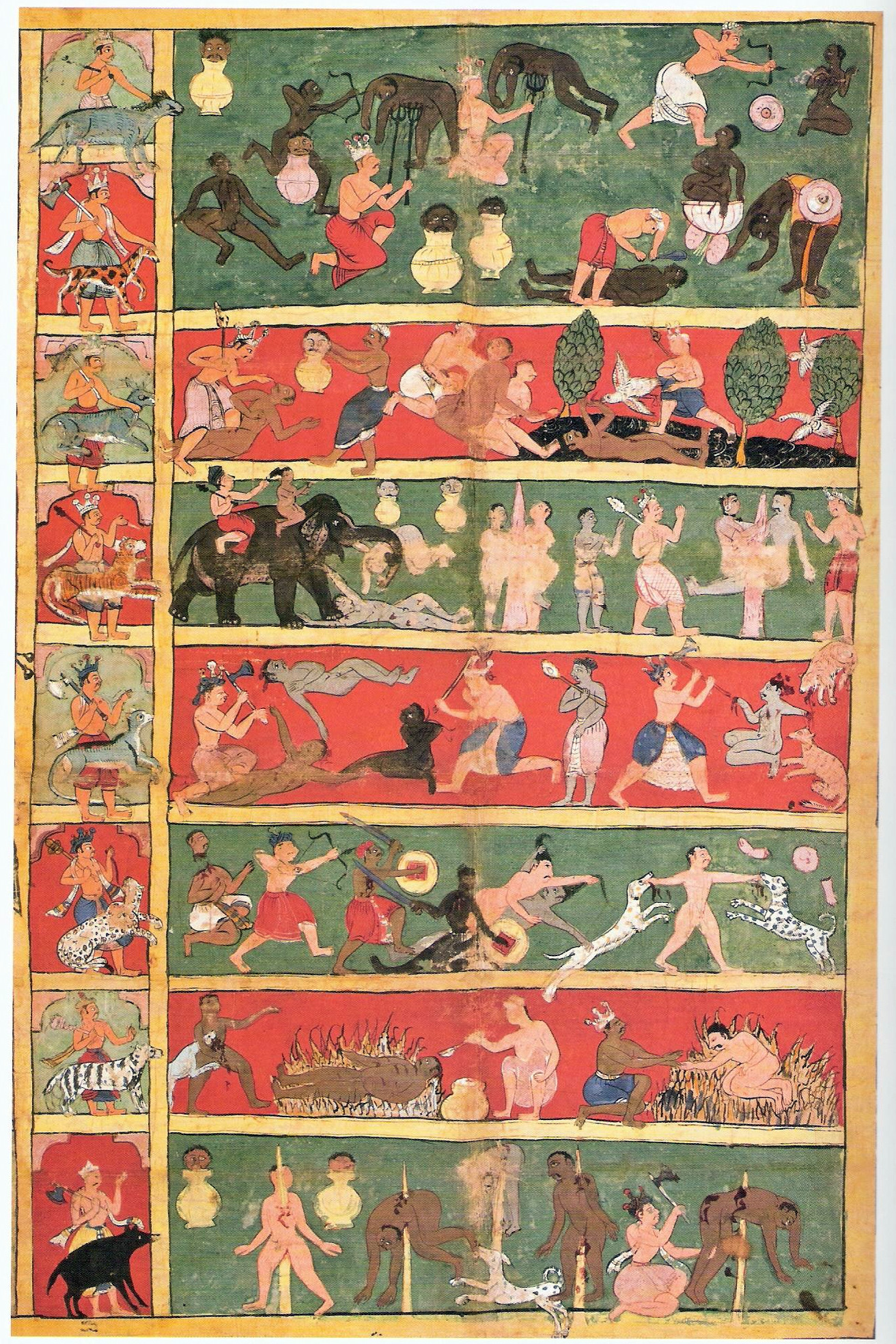
نقاشی هایی مبنی بر ناراکا (جینیسم)

ناراکا (انگلیسی: Naraka) قلمرو هستی در کیهان‌شناسی جین است که با رنج بزرگ مشخص می‌شود. ناراکا معمولاً به انگلیسی به عنوان دوزخ یا برزخ (مسیحیت) ترجمه می‌شود.
ناراکا با جهنم‌های دین‌های ابراهیمی متفاوت است زیرا ارواح در نتیجه قضاوت و مجازات الهی به ناراکا فرستاده نمی‌شوند. علاوه بر این، مدت اقامت یک موجود در ناراکا ابدی نیست، اگرچه معمولاً بسیار طولانی است - با میلیاردها سال اندازه‌گیری می‌شود.